# Les Fées du logis
Pour plus de détails, voir Fiche technique et Distribution.
Les Fées du logis  est un téléfilm français réalisé par Pascal Forneri en 2013.

## Synopsis
Marie-Lou Bissainthe et Françoise Le Bris, deux amies femmes de ménage dans une résidence moderne deviennent les détentrices et les confidentes des petits ou grands secrets de leurs employeurs. Ce qu’elles font de tous ces renseignements glanés petit à petit dépend de la façon dont ils se comporteront à leur égard...

## Fiche technique
- Titre : Les Fées du logis
- Réalisation : Pascal Forneri
- Scénario : Brigitte Buc et Jean Bouchaud
- Photographie : Denis Gaubert
- Production : Nelka Films
- Pays d’origine : France
- Langue : français
- Genre : comédie romantique
- Durée : 80 minutes
- Dates de diffusion : France : 4 juin 2014 (France 2)

## Distribution
- Lucile Marquis : Françoise Le Bris
- Clair Jaz : Marie-Lou Bissainthe
- Anne Loiret : Gisèle Vavasseur
- Ben : Luc Leblond
- Chick Ortega : Monsieur Bogdany, le concierge
- Claude Gensac : Madame Berto, la vieille dame
- Arièle Semenoff : Martine Séchant
- Davy Sardou : François Dumontet